# Daigny
Daigny ist eine französische Gemeinde. Sie liegt im Arrondissement Sedan im Département Ardennes und war von 1560 bis 1642 Teil des damaligen Fürstentums Sedan in den Ardennen. 

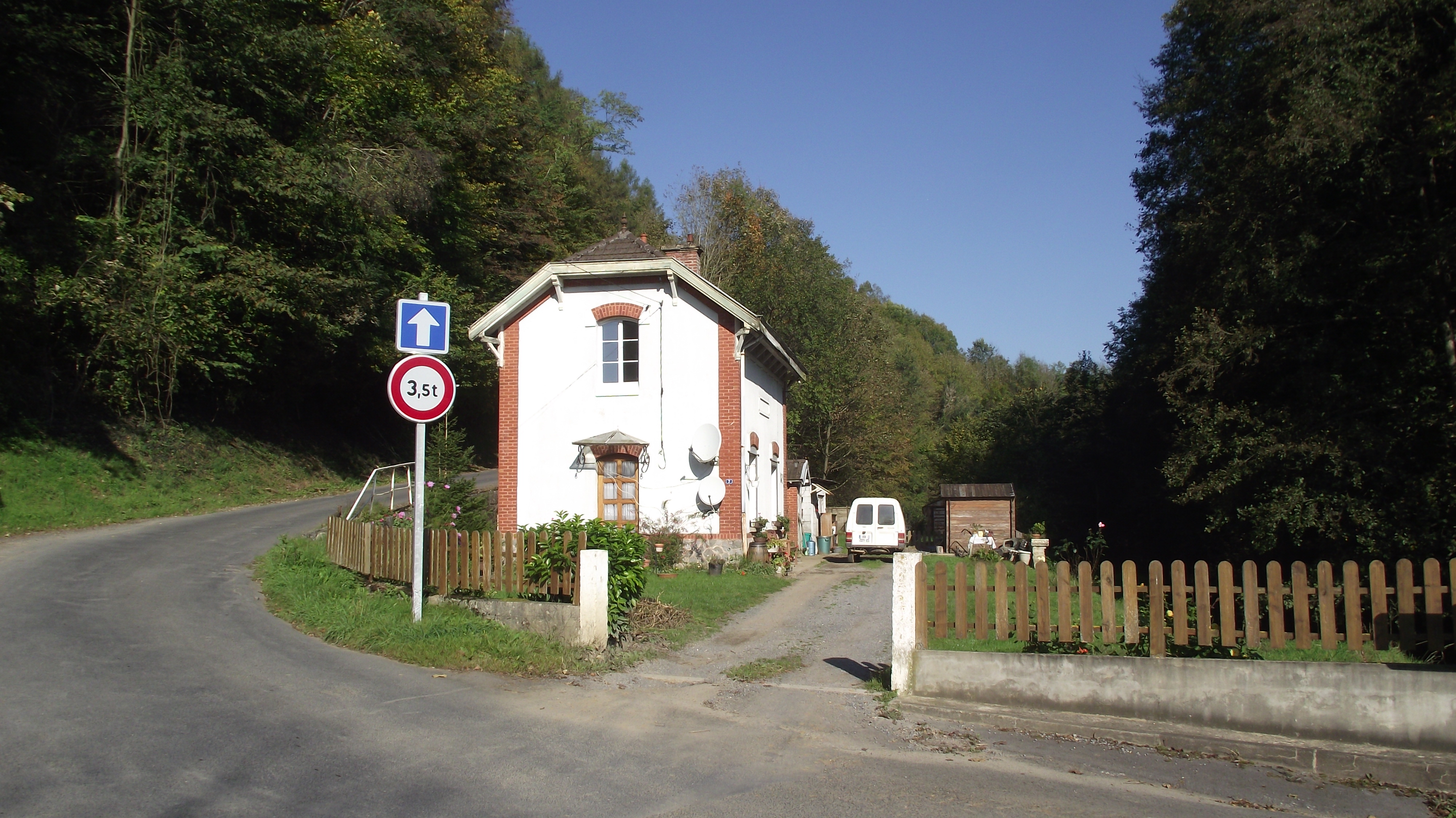
Stationsgebäude Daigny der ehemaligen Schmalspurbahn Sedan–Corbion

## Bevölkerungsentwicklung
| Jahr                       | 1962 | 1968 | 1975 | 1982 | 1990 | 1999 | 2007 | 2016 |
| Einwohner                  | 347  | 371  | 367  | 361  | 384  | 352  | 355  | 350  |
| Quellen: Cassini und INSEE |      |      |      |      |      |      |      |      |

Diese Zahlen werden seit 1793 aufgezeichnet, damals hatte der Ort 386 Bewohner, 1881 wurde der Höchststand mit 610 erreicht und fiel seither kontinuierlich.

## Denkmäler
Kriegerdenkmal für 1939–1945 auf dem Hauptplatz, einen Radpanzer darstellend

## Persönlichkeiten
Jean-François Clouet (1757–1801), Chemiker und Metallurg, der im Ort zur Zeit der Französischen Revolution eine Metallindustrie aufbaute.